# Agelenidae
Agelenidae là một họ nhện gồm 514 loài được xếp vào 42 chi.

## Phân loại
Họ này gồm các chi:
- Acutipetala Dankittipakul & Zhang, 2008
- Agelena Walckenaer, 1805
- Agelenella Lehtinen, 1967
- Agelenopsis Giebel, 1869
- Ageleradix Xu & Li, 2007
- Agelescape Levy, 1996
- Ahua Forster & Wilton, 1973
- Allagelena Zhang, Zhu & Song, 2006
- Azerithonica Guseinov, Marusik & Koponen, 2005
- Barronopsis Chamberlin & Ivie, 1941
- Benoitia Lehtinen, 1967
- Baiyuerius Zhao, Li, Zhang, Ballarin, Pham, Li 2023
- Calilena Chamberlin & Ivie, 1941
- Hadites Keyserling, 1862
- Histopona Thorell, 1869
- Hololena Chamberlin & Gertsch, 1929
- Huangyuania Song & Li, 1990
- Huka Forster & Wilton, 1973
- Kidugua Lehtinen, 1967
- Lycosoides Lucas, 1846
- Mahura Forster & Wilton, 1973
- Maimuna Lehtinen, 1967
- Malthonica Simon, 1898
- Melpomene O. P-Cambridge, 1898
- Mistaria Lehtinen, 1967
- Neoramia Forster & Wilton, 1973
- Neorepukia Forster & Wilton, 1973
- Neotegenaria Roth, 1967
- Novalena Chamberlin & Ivie, 1942
- Olorunia Lehtinen, 1967
- Oramia Forster, 1964
- Oramiella Forster & Wilton, 1973
- Orepukia Forster & Wilton, 1973
- Paramyro Forster & Wilton, 1973
- Porotaka Forster & Wilton, 1973
- Pseudotegenaria Caporiacco, 1934
- Rualena Chamberlin & Ivie, 1942
- Tararua Forster & Wilton, 1973
- Tegenaria Latreille, 1804
- Textrix Sundevall, 1833
- Tikaderia Lehtinen, 1967
- Tortolena Chamberlin & Ivie, 1941
- Tuapoka Forster & Wilton, 1973